# Умиращият роб
Умиращият роб е скулптура на Микеланджело. Създадена е в периода между 1513 и 1516, за да бъде, заедно с „Непокорният роб“, част от гробницата на папа Юлий II Представлява мраморна фигура, с височина 2.28 m, и от август 1794 г. е собственост на Лувъра, в Париж.
Лявата китка на мъжа е зад тила ми, и има превръзка около гръдния му кош. Частично издялана маймуна е сграбчила левия му пищял. Скулптурата е повлияна от родоската Лаокоон и неговите синове.